# Güsten
Güsten es un municipio situado en el distrito de Salzland, en el estado federado de Sajonia-Anhalt (Alemania), a una altitud de 90 metros. Su población a finales de 2015 era de unos 4300 habitantes y su densidad poblacional, 120 hab/km².
Es la ciudad natal del físico Arno Philippsthal (1887-1933).